# Can Capità (Sant Feliu de Buixalleu)
Can Capità és una masia de Sant Feliu de Buixalleu (Selva) inclosa a l'Inventari del Patrimoni Arquitectònic de Catalunya.

## Descripció
Masia aïllada, situada al barri de Gaserans, a la Serra de Can Rumbo, dins el terme municipal de Sant Feliu de Buixalleu.
L'edifici, consta de planta baixa i pis, i té un garatge annex al costat esquerre. La teulada és a doble vessant desigual.
A la façana principal, hi destaquen dos contraforts situats a cada costat de la porta d'entrada. Aquests reforcen els murs de l'edifici. La porta d'entrada és adovellada amb pedra i hi destaca un rostre esculpit. A dreta i esquerra, dues finestres en arc pla. La de l'esquerra té brancals i ampit de pedra.
Al pis, tres finestres. Destaca la de la part esquerra, amb un arc conopial. La central té brancals, llinda i ampit (decorat amb dentallons) de pedra. L'altre té arc pla.
A la façana hi ha un rellotge de sol.
Tots els murs són de maçoneria. Les façanes estan arrebossades, però en mal estat de conservació.

## Història
Hom creu que el rostre que hi ha esculpit dalt de la porta d'entrada és el retrat d'un capità que segons la veu popular havia viscut en aquesta masia, del qual va prendre el nom. Els propietaris de la casa diuen haver trobat un sabre, probablement d'aquest capità.
La masia es conserva intacte des dels inicis del segle xix.
Antigament s'anomenava cal Sagrer de la Creu, però canvià de nom des que fou habitada, al segle xix, per un militar.